# Arenacum
 (septembre 2012).
Si vous disposez d'ouvrages ou d'articles de référence ou si vous connaissez des sites web de qualité traitant du thème abordé ici, merci de compléter l'article en donnant les références utiles à sa vérifiabilité et en les liant à la section « Notes et références ».

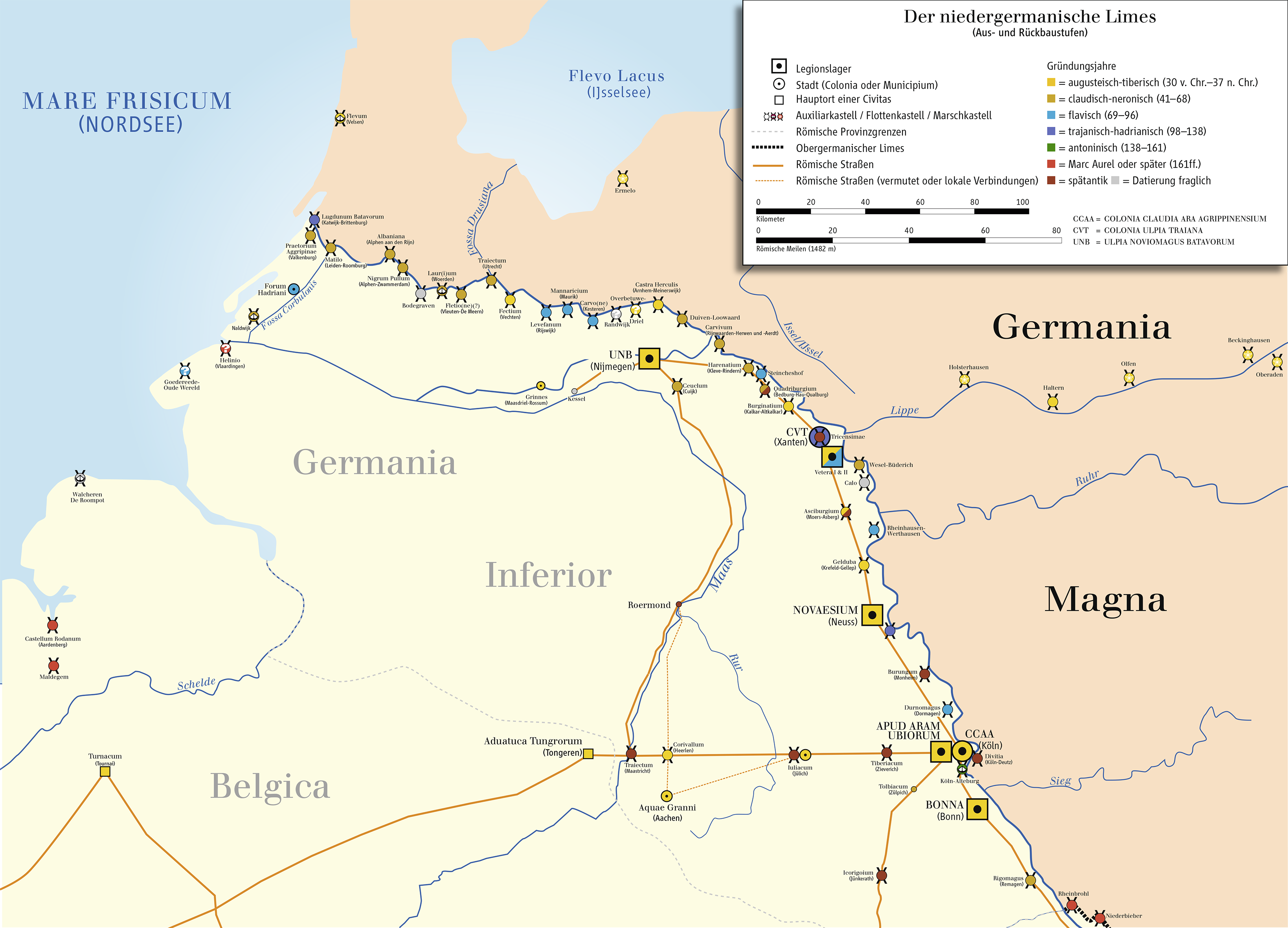
Arenacum

Arenacum ou Harenatium - aujourd'hui Clèves-Rindern - , est un castrum d'une légion romaine, un vicus et un port sur le Limes du bas Rhin de Germanie Inférieure.

## Topographie
Situé entre le Nord de l'actuelle ville de Clèves et le Rhin, dans un méandre de l'Alter-Rhein, le cours du Rhin qui fait la frontière à cet endroit entre les Pays-Bas et l'Allemagne s'étant éloigné au Nord.

## Toponymie
- Rindern, le nom actuel, procède d'Arenacum[réf. nécessaire], type toponymique gaulois en -acum.
- Arenacium est également signaléModèle:Ou
- Mentionné sur la Table de Peutinger, à l'Est de Noviomagus, aujourd'hui Nimègue.
- Mentionné dans l'Itinéraire d'Antonin sous le nom de Harenatium, cacographie, de plus c et t sont souvent confondu au Moyen Âge.
- Le suffixe gallo-roman d'origine gauloise -(i)acum est un suffixe  locatif à l'origine et marque la propriété, mais dans certains cas, il peut indiquer souvent une division fiscale de la civitas et suit généralement le nom d'une personne.
  - Ainsi dans la région on trouve Cortoriacum, Feliciacum, Tiberiacum, et Mannaricium qui étaient les divisions fiscales où Cortorus, Felix, Tibère et Mannarus, les villes Courtrai, Velzeke, Thorr, et Maurik actuelles.[précision nécessaire]

Arenacum devait donc être un arrondissement fiscal d'un personnage appelé Arenus[réf. nécessaire].
Tiberiacum est un type toponymique fréquent en Gaule, il a donné par exemple Thevray (Eure), Thevray à Épuisay (Loir-et-Cher), Thiveyrat (forme nord-occitane) et Zieverich (Rhénanie, forme germanisée).

## Castrum Arenacum
Tacite signale que le Castrum Arenacum était le camp d'hiver de la dixième légion Gemina. Il devait servir dès le début du IIIe siècle de base de la cavalerie du Limes du Rhin. On a trouvé des tessons de poterie de la vingt-deuxième légion Primigenia de Xanten. Une tuile découverte mal estampillée LEG IFM, provient de la fabrication de la Légion I Flavia Minervia, casernée à Castra Bonnensia entre 82 et 89, l'actuelle Bonn.

## Vicus Arenacum
L'inscription FINE (S) Vici, « fin du vicus », sur une meule, tend à prouver qu’Arenacum devait avoir un statut différent de la campagne environnante. Les découvertes de deux ancres en fer et d'une partie d'un bateau plat a conduit à la théorie plausible qu'Arenacum devait être un port fluvial.
Sur le site du cimetière de l'église de Rindern, un bâtiment monumental avec hypocauste, a été identifié. La fonction du bâtiment n'a pas encore été précisée. Au nord-ouest de Rindern, à Düffelward, ont été mis au jour six assiettes y compris une jarre en bronze qui ont dû appartenir à la maison d'un riche personne.
Au début du Ve siècle, après l'effondrement et l'abandon du limes, la région est occupée par les Francs. Deux d'entre eux ont été enterrés près d'Arenacum. Sur leurs tombes, une église - Saint-Willibrord - a été érigée au VIIe siècle, elle a été remaniée plusieurs fois.